# Корені (Велізький район)
Корені (рос. Корени) — присілок Велізького району Смоленської області Росії. Входить до складу Сітьковського сільського поселення.
Населення — 23 особи (2007 рік).